# Трг војвођанских бригада (Сремска Митровица)
Трг војвођанских бригада је најмлађи трг у историјском језгру Сремске Митровице. Трг се налази у ужем језгру и неправилног облика. Он је веза између два друга градска трга, Трга светог Димитрија и Трга светог Тројства.
Овај градски трг је образован после Другог светског рата и представља једно од ретких места у градском средишту са бројним новим зградама. Ове зграде углавном су пословно-управног карактера - банке и мењачнице, осигуравајућа друштва, управе градских предузећа. Ту се налази и седиште „Сремских новина“, а и здање Градске куће својим бочним делом излази на трг.
Занимљивост трга су остаци вероватно најстарије цркве на подручју Србије из времена староримског Сирмијума, која је данас у оквиру новије зграде, али се може лако сагледати пошто је под „стаклом“.